# Шугармілл-Вуддс (Флорида)
Шугармілл-Вуддс (англ. Sugarmill Woods) — переписна місцевість (CDP) в США, в окрузі Цитрус штату Флорида. Населення — 11 204 особи (2020).

## Географія
Шугармілл-Вуддс розташований за координатами 28°44′8″ пн. ш. 82°29′37″ зх. д. / 28.73556° пн. ш. 82.49361° зх. д. (28.735635, -82.493537).  За даними Бюро перепису населення США в 2010 році переписна місцевість мала площу 68,80 км², з яких 68,80 км² — суходіл та 0,00 км² — водойми.

## Демографія
Згідно з переписом 2010 року, у переписній місцевості мешкало 8287 осіб у 3989 домогосподарствах у складі 2808 родин. Густота населення становила 120 осіб/км².  Було 4772 помешкання (69/км²).
Расовий склад населення:
| - 95,0 % — білих - 1,8 % — чорних або афроамериканців - 1,4 % — азіатів - 0,2 % — корінних американців |

До двох чи більше рас належало 1,1 %. Частка іспаномовних становила 3,6 % від усіх жителів.
За віковим діапазоном населення розподілялося таким чином: 10,6 % — особи молодші 18 років, 44,1 % — особи у віці 18—64 років, 45,3 % — особи у віці 65 років та старші. Медіана віку мешканця становила 63,2 року. На 100 осіб жіночої статі у переписній місцевості припадало 92,5 чоловіків;  на 100 жінок у віці від 18 років та старших — 90,7 чоловіків також старших 18 років.
Середній дохід на одне домашнє господарство  становив 50 830 доларів США (медіана — 43 385), а середній дохід на одну сім'ю — 56 602 долари (медіана — 49 736). Медіана доходів становила 30 824 долари для чоловіків та 41 078 доларів для жінок. За межею бідності перебувало 6,4 % осіб, у тому числі 8,6 % дітей у віці до 18 років та 7,4 % осіб у віці 65 років та старших.
Цивільне працевлаштоване населення становило 2189 осіб. Основні галузі зайнятості: освіта, охорона здоров'я та соціальна допомога — 32,3 %, роздрібна торгівля — 15,9 %, науковці, спеціалісти, менеджери — 9,8 %, транспорт — 7,8 %.